# Edward Korfanty
Edward Korfanty (ur. 16 lutego 1952 w Piekarach Śląskich) – polski szermierz, szablista i trener szermierki, trener polskich medalistów mistrzostw świata Jarosława Koniusza i Krzysztofa Koniusza oraz amerykańskiej mistrzyni olimpijskiej i mistrzyni świata Mariel Zagunis.

## Życiorys

### Zawodnik
Szermierkę zaczął uprawiać w 1965, w klubie MKS Pałac Katowice. Od 1972 był zawodnikiem GKS Katowice, w którego barwach zdobył indywidualne wicemistrzostwo Polski (1978) i trzy brązowe medale mistrzostw Polski (1974, 1976, 1977), a także mistrzostwo (1975, 1976, 1979), wicemistrzostwo (1973, 1974, 1980, 1981) i brązowy medal mistrzostw Polski (1972) w drużynie. Od 1984 występował w Zagłębiu Sosnowiec, zdobywając z tym klubem drużynowe mistrzostwo (1984, 1985) i wicemistrzostwo (1986, 1987) Polski. Od 1972 do 1984 był zawodnikiem polskiej kadry narodowej. W 1979 sięgnął po brązowy medal w drużynie na Uniwersjadzie w Meksyku. Jest także trzykrotnym mistrzem świata weteranów w szabli w kategorii 50+ (2002, 2003, 2006).

### Trener
Ukończył studia na Akademii Wychowania Fizycznego w Katowicach, od 1984 do 1990 był trenerem polskiej kadry narodowej w szabli mężczyzn, a jego zawodnik Jarosław Koniusz został wicemistrzem świata (1989). W 1990 wyjechał do USA, początkowo uczył szermierki na Uniwersytecie Notre Dame. W 1993 został trenerem w Oregon Fencing Alliance w Portland, Od 1999 prowadził równocześnie kadrę USA w szabli kobiet. Jego najwybitniejsza zawodniczka Mariel Zagunis sięgnęła po pierwszy złoty medal dla swojego kraju w szermierce od 1904 - indywidualnie w Atenach (2004), a następnie powtórzyła ten sukces w Pekinie (2008), była także indywidualną mistrzynią świata (2009, 2010). Na Igrzyskach w Pekinie amerykańskie zawodniczki zajęły wszystkie trzy miejsca na podium indywidualnego turnieju szablistek. Reprezentacja sięgnęła także po drużynowe mistrzostwo świata (2000 i 2005).

### Wyróżnienia
Komitet Olimpijski USA trzykrotnie wybierał go trenerem roku (2000, 2003, 2004). 24 kwietnia 2012 został odznaczony Krzyżem Kawalerskim Orderu Odrodzenia Polski.